# Sipaliwini-Naturschutzgebiet
Das Sipaliwini-Naturschutzgebiet liegt in Suriname, im Distrikt Sipaliwini, an der Grenze zu Brasilien.
Das Reservat wurde 1971 gegründet und umfasst ein Areal von circa 100.000 ha. Es wurde vor allem wegen der Sipaliwinisavanne, einer Fortsetzung auf surinamischem Territorium der weit ausgestreckten Parusavanne konstituiert. Dieser Savannenbereich beginnt auf brasilianischem Grundgebiet und gehört dort zum Nationalpark Tumucumaque. 
Der größte Teil des Sipaliwini-Reservates (630 km²) wird durch Savanne geformt, eine wellige, hügelige Landschaft von besonderer Schönheit. Das Gebiet liegt 275 – 400 m über dem Meeresspiegel, auf vielen Plätzen mit Steinen und Steinblöcken bedeckt. Die Vegetation besteht überwiegend aus Scheingräsern, niedrigen Stauden und verstreut stehenden Bäumen. In den Bachtälern stehen Mauritiapalmen. 
Der Morro Grosso (596 m), die Vier Gebroeders (554 m) und einige namenlose Berge im Süden ragen als Inselberge aus der Landschaft heraus. 
Der Westrand der Savanne wird durch tropischen Regenwald geprägt. Im Süden, Osten und Nordosten wird die Grenze des Schutzgebietes durch die Wasserscheide zwischen den Stromgebieten des Sipaliwini und des Río Paru geformt, über die auch die Grenze mit Brasilien verläuft.
Das Gebiet ist reich an  prähistorischen Artefakten, wie Steinbeilen, Pfeil- und Speerspitzen und Steingutarbeiten.  Das Reservat gehört zu dem Wohngebiet des Tiriyo-Volkes.